# Nirvana (film)
 For alternative betydninger, se Nirvana (flertydig). (Se også artikler, som begynder med Nirvana)
Nirvana (russisk: Нирвана) er en russisk spillefilm fra 2008 af Igor Volosjin.

## Medvirkende
- Olga Sutulova som Alisa
- Marija Sjalajeva
- Artur Smoljaninov som Valera
- Mikhail Evlanov
- Andrej Khabarov